# LeSean McCoy
LeSean Kamel McCoy, detto Shady (Harrisburg, 12 luglio 1988), è un ex giocatore di football americano statunitense che ha militato nel ruolo di running back nella National Football League (NFL). Scelto nel corso del secondo giro (53º assoluto) del Draft NFL 2009 dai Philadelphia Eagles, al college aveva in precedenza giocato a football a Pittsburgh.

## Carriera universitaria
Dopo essere stato considerato uno dei migliori prospetti tra i running back a livello di scuola superiore, nel 2007 e nel 2008 McCoy giocò a football all'Università di Pittsburgh, istituto che lasciò con due anni d'anticipo per iniziare l'avventura professionistica.

## Carriera professionistica

### Philadelphia Eagles

#### Stagione 2009

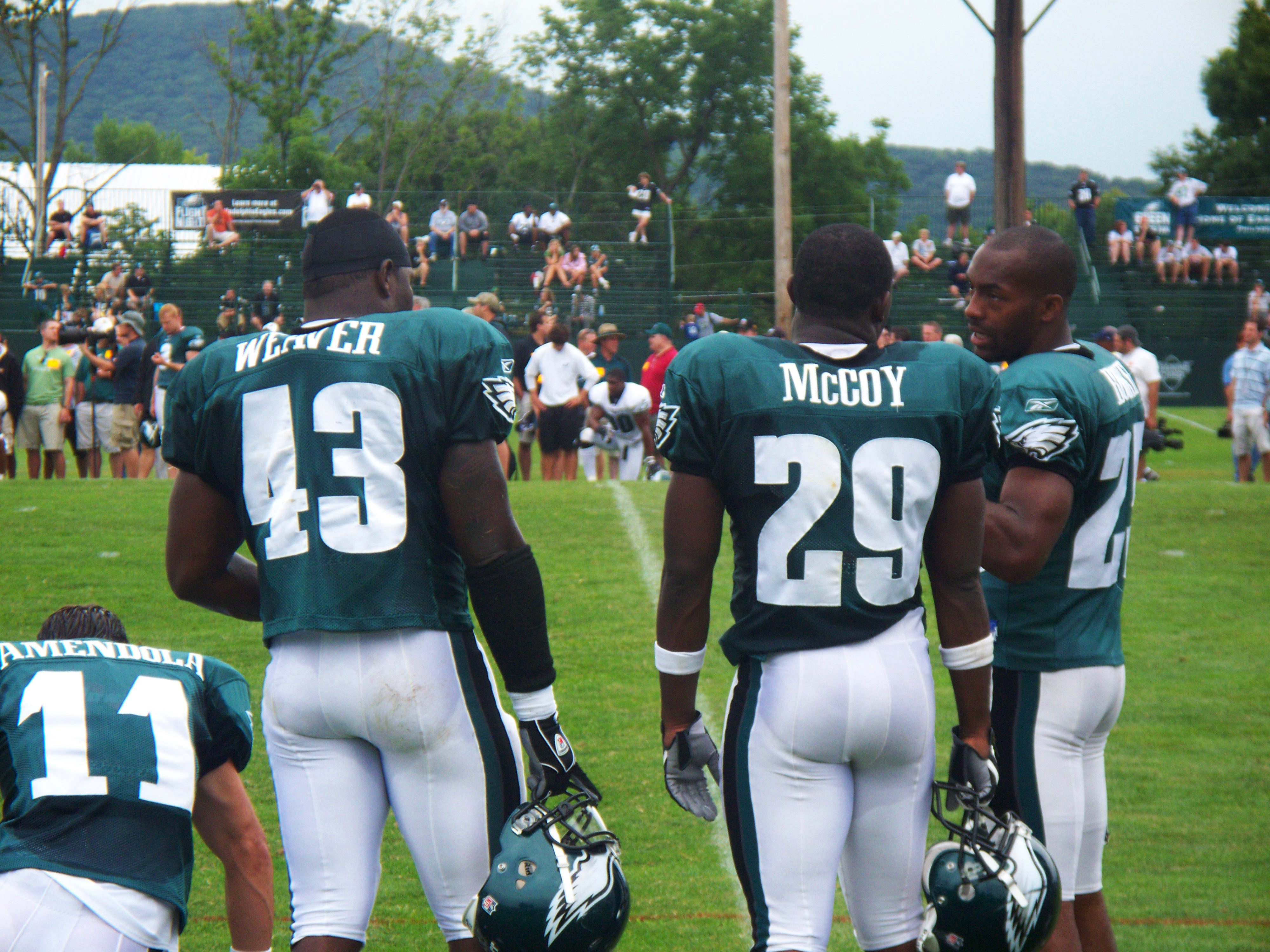
McCoy durante il training camp 2009 degli Eagles, assieme ad alcuni compagni di squadra.

McCoy fu scelto dai Philadelphia Eagles nel secondo giro (53º assoluto) del Draft 2009. Egli firmò un contratto quadriennale il 29 giugno 2009.
McCoy partì come titolare contro i Kansas City Chiefs il 27 settembre 2009 quando gli Eagles misero il titolare Brian Westbrook nella lista degli infortunati a causa di un infortunio alla caviglia. LeSean segnò il suo primo touchdown nel primo quarto su una corsa di 4 yard. McCoypartì come titolare anche contro i New York Giants il 1º novembre 2009. Egli registrò 11 possessi per 82 yard ed un touchdown oltre a ricevere due passaggi per 10 yard. McCoy giocò la sua terza partita da titolare nel Sunday Night Football contro i Dallas Cowboys. McCoy corse 13 volte per 54 yard e ricevette 5 passaggi per 61 yard nella sconfitta 20-16. Westbrook subì un infortunio contro i San Diego Chargers e McCoy fu nuovavamente titolare in trasferta contro i Chicago Bears nel Sunday Night Football. Egli giocò bene accumulando 20 possessi per 99 yard ed touchdown nella vittoria degli Eagles 24-20.

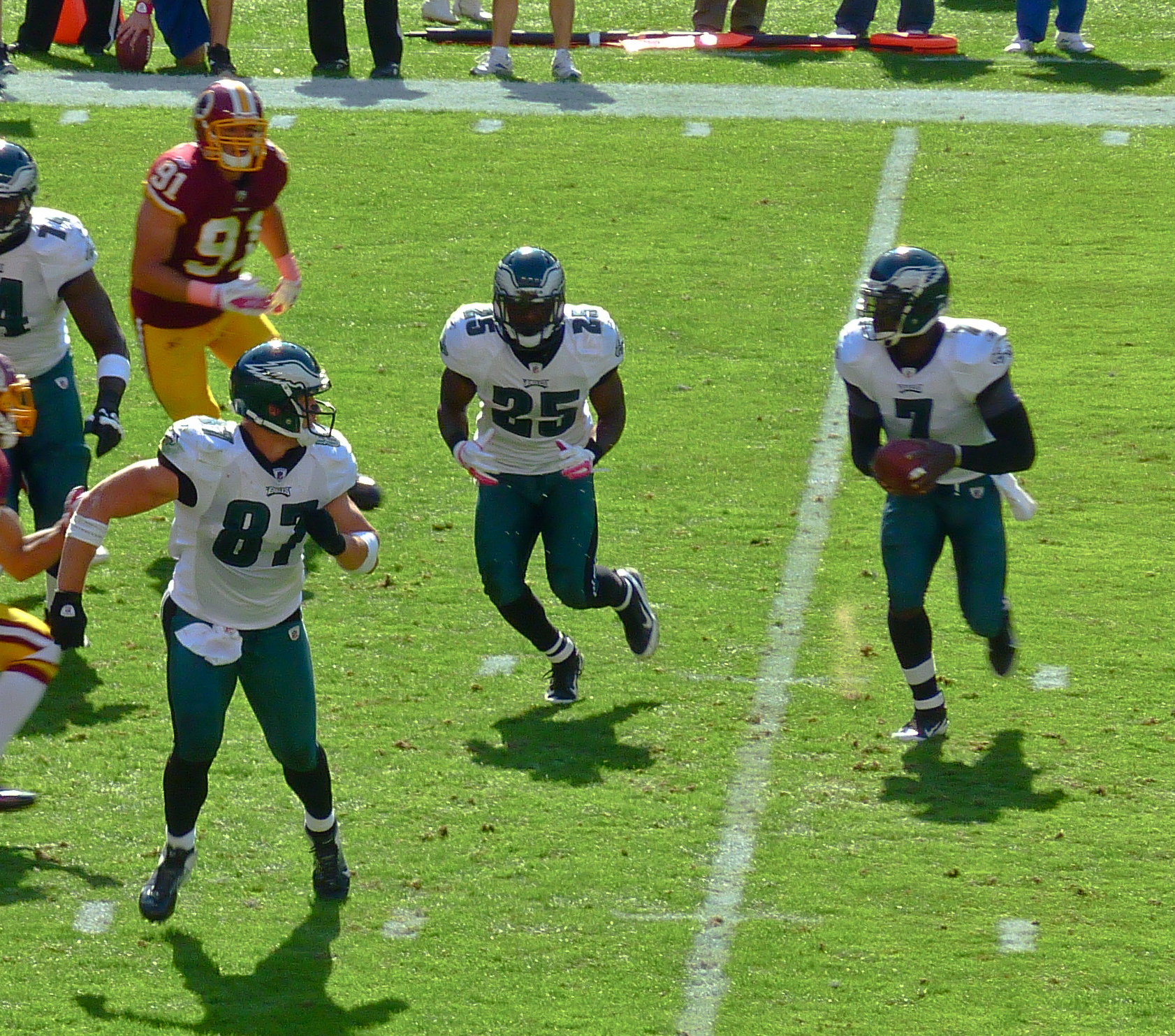
McCoy (25) contro i Redskins nel 2011.

Il 20 novembre 2009 contro i San Francisco 49ers, McCoy superò il record di franchigia degli Eagles per un rookie correndo per 606 yard in un anno. Il primato precedente apparteneva a Correll Buckhalter con 586 yard nel 2001.

#### Stagione 2010
Il 18 marzo 2010, McCoy cambiò il suo numero da 29 a 25, quello indossato precedentemente alla University of Pittsburgh. Egli divenne il running back titolare dopo che Westbrook fu svincolato prima dell'inizio della stagione 2010. McCoy giocò tutte le partite della stagione tranne una, partendo come titolare in 13 di esse e superando per la prima volta la quota di 1.000 yard in carriera, oltre a 7 touchdown su corsa e 2 su ricezione.

#### Stagione 2011
Dopo le prime 13 settimane della stagione 2011, LeSean McCoy si trovava al secondo posto tra i marcatori della lega. Durante la partita del 18 dicembre 2011, contro i New York Jets, McCoy superò il record stagionale degli Eagles per touchdown totali e touchdown su corsa stabilito da Steve Van Buren nel 1945. McCoy portò tali primati a 17 TD su corsa e 20 TD totali. A fine stagione fu selezionato per il primo Pro Bowl della carriera come titolare della NFC, vinse il premio FedEx Ground Player dell'anno, assegnato al miglior running back della lega e fu votato al 18º posto nella NFL Top 100, l'annuale classifica dei migliori cento giocatori della stagione.

#### Stagione 2012
Nella gara di debutto della stagione 2012, una vittoria punto a punto sui Cleveland Browns, LeSean guidò gli Eagles con 110 yard guadagnate su corsa su 20 tentativi. Nel turno successivo, gli Eagles vinsero contro i Baltimore Ravens: McCoy corse 81 yard e segno il primo touchdown su corsa della stagione.
Nella settimana 4 gli Eagles vinsero l'ottava partita negli ultimi nove incontri disputati contro i Giants. McCoy giocò una grande partita correndo 123 yard su 23 tentativi. Nel turno successivo, Shady e gli Eagles persero contro gli Steelers col running back che corse 53 yard su 16 tentativi e segnò un touchdown su ricezione.
A fine anno fu posizionato al numero 45 nella classifica dei migliori cento giocatori della stagione.

#### Stagione 2013

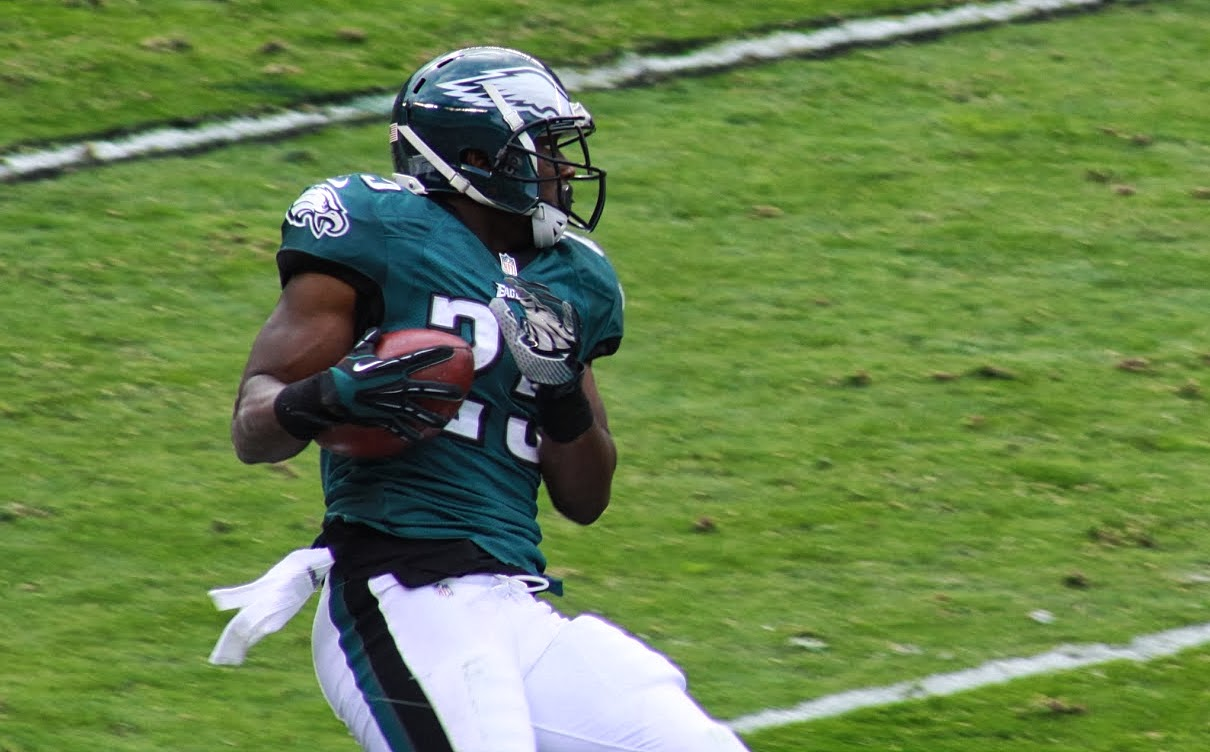
McCoy durante l'incontro della stagione regolare 2013 vinto contro i Redskins. In quella partita il running back degli Eagles corse per 77 yard e 2 touchdown.

McCoy e gli Eagles guidati dal nuovo allenatore Chip Kelly iniziarono la stagione nel migliore dei modi battendo i Redskins col running back che corse 184 yard e segnò un touchdown su corsa da 34 yard. Per questa prestazione fu premiato per la quarta volta in carriera come running back della settimana. Nella settimana 3, McCoy corse 158 yard e segnò un touchdown nella sconfitta contro i Kansas City Chiefs. Nella settimana 5 contro i Giants giunse la seconda vittoria stagionale degli Eagles a cui "Shady" contribuì segnando il terzo TD stagionale. La domenica successiva Philadelphia vinse la seconda gara consecutiva con 116 yard corse da McCoy. Nella settimana 9 nella vittoria sui Raiders segnò il primo touchdown su ricezione stagionale. La settimana seguente corse 155 yard nella vittoria in trasferta sui Packers privi di Aaron Rodgers. Nella settimana 11 gli Eagles interruppero una striscia di 10 sconfitte consecutive in casa battendo i Redskins con 2 touchdown segnati dal running back.
L'8 dicembre, durante una tormenta di neve in un Lincoln Financial Field ai limiti della praticabilità, McCoy stabilì il nuovo record di franchigia correndo 217 yard e segnò 2 touchdown nella vittoria sui Lions, venendo premiato per la seconda volta in stagione come miglior running back della settimana. Due settimane dopo segnò altri due touchdown contro i Bears, con 133 yard corse, nella netta vittoria per 54-11, venendo scelto come miglior giocatore offensivo della NFC della settimana per la terza volta in stagione come running back della settimana. Il 27 dicembre fu premiato con la seconda convocazione al Pro Bowl in carriera. Nell'ultima gara della stagione, gli Eagles affrontarono i Cowboys all'AT&T Stadium in una sfida che avrebbe visto la vincente aggiudicarsi la NFC East division e la perdente venire eliminata dalla corsa ai playoff. McCoy corse 131 yard (con un TD su ricezione) e gli Eagles trionfarono tornando alla post-season dopo due stagioni di assenza. A fine mese fu premiato come miglior giocatore offensivo della NFC per le gare di dicembre. La sua stagione regolare si concluse guidando la NFL in yard corse con 1.607 (un nuovo record di franchigia) e segnando 9 touchdown su corsa e 2 su ricezione, venendo inserito nel First-team All-Pro. Fu inoltre votato al 5º posto nella NFL Top 100 dai suoi colleghi.

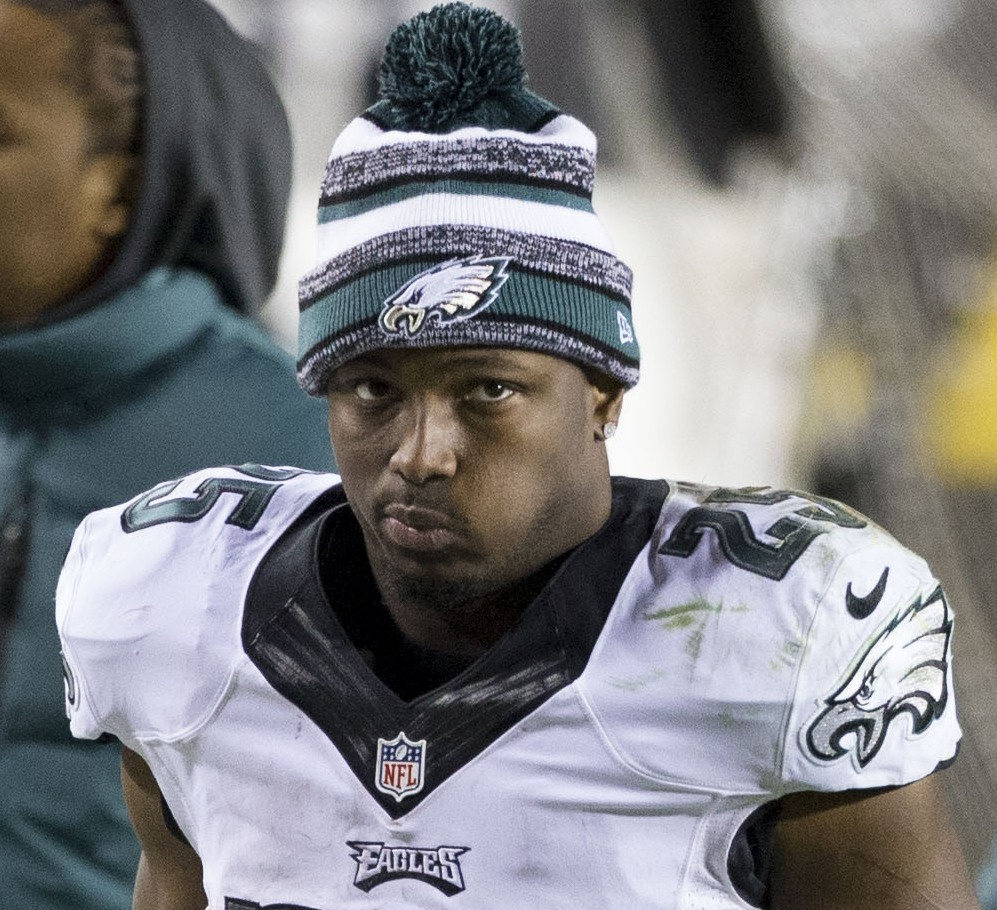
McCoy nel dicembre 2014

Il 4 gennaio 2014, gli Eagles ospitarono i New Orleans Saints nel primo turno dei playoff. McCoy corse 77 yard e un touchdown ma la sua squadra fu eliminata con un punteggio di 26-24.

#### Stagione 2014
Il primo touchdown del 2014, il cinquantesimo in carriera, McCoy lo segnò nella settimana 2 contro i Colts in cui Philadelphia vinse la seconda gara consecutiva. Il suo tuttavia fu un inizio di stagione a rilento, interrotto dalle 149 yard corse nel sonoro 27-0 sui Giants nella settimana 6, con la sua squadra che salì a un record di 5-1. Nella vittoria della settimana 12 contro i Titans corse 130 yard, e il suo terzo touchdown, mantenendo Philadelphia in testa alla division. Quattro giorni dopo, nella vittoria sui Cowboys nel Giorno del Ringraziamento, corse un nuovo massimo stagionale di 159 yard (con un touchdown), assicurandosi la quarta stagione da oltre mille yard guadagnate su corsa dal 2010. Nel turno successivo, nella sconfitta casalinga coi Seahawks campioni in carica, divenne il leader di tutti i tempi degli Eagles per yard corse in carriera, superando il primato di Wilbert Montgomery stabilito nel 1984. La sua annata si chiuse al terzo posto nella NFL con 1.319 yard corse, con 5 touchdown segnati, venendo convocato per il terzo Pro Bowl in carriera.

### Buffalo Bills

#### Stagione 2015

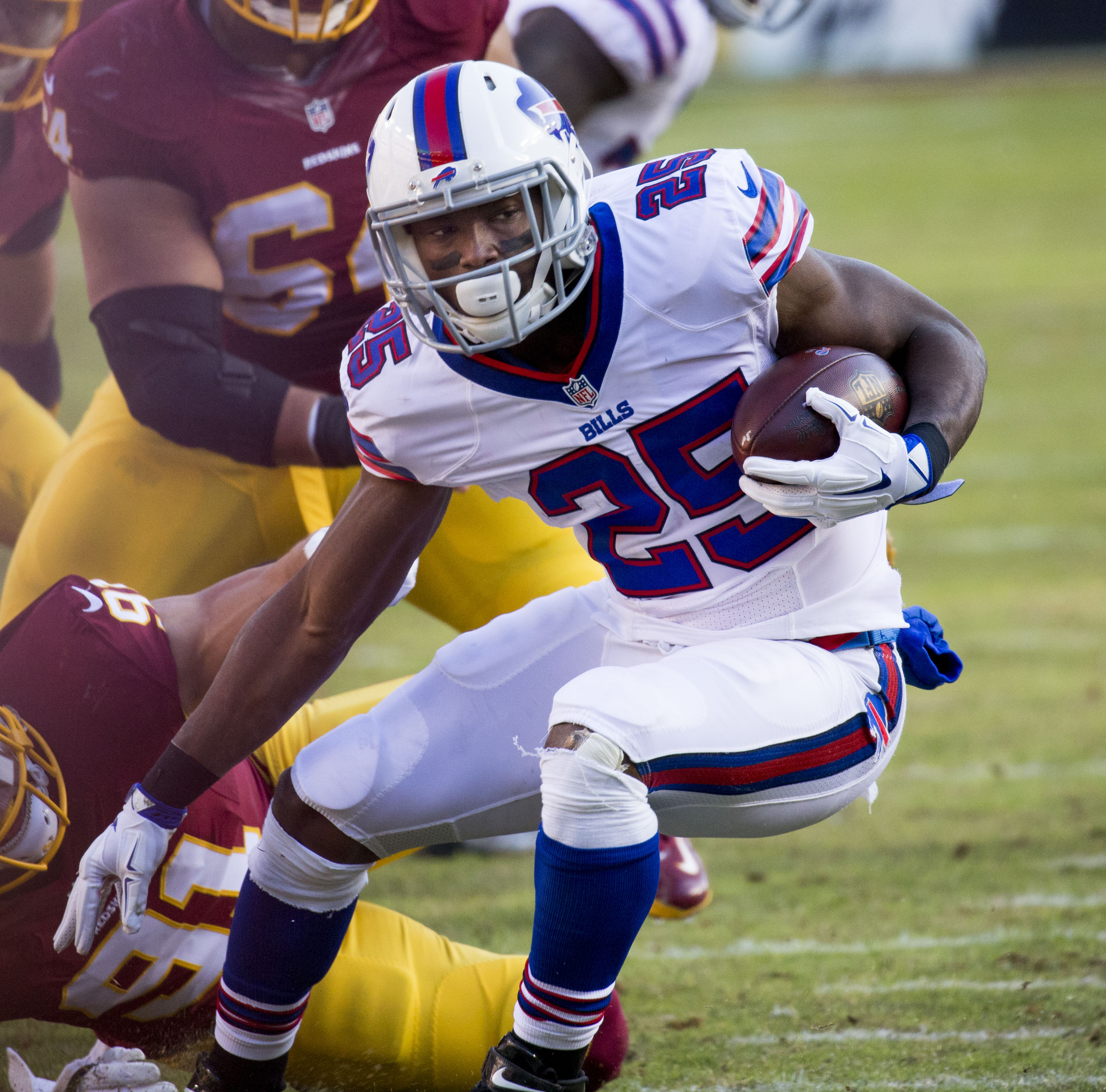
McCoy contro i Redskins nel 2015

Il 3 marzo 2015, McCoy fu scambiato coi Buffalo Bills per il linebacker Kiko Alonso. Cinque giorni dopo, con l'ufficializzazione dell'accordo, vennero resi noti i termini del nuovo contratto: McCoy acconsentì ad un quinquennale da 40 milioni di dollari, di cui 26,5 garantiti alla firma e 16 previsti per il primo anno contrattuale.
Dopo aver saltato 3 gare su 4 di pre-stagione per un infortunio di minore entità, McCoy debuttò con la maglia dei Bills già nella gara di settimana 1 di stagione regolare, la netta vittoria casalinga per 27-14 contro i Colts di Andrew Luck, nella quale egli mise a referto 41 yard corse in 17 portate ed altre 46 ricevute in 3 passaggi da Tyrod Taylor. La settimana seguente, nella gara in cui Buffalo rimediò la prima sconfitta stagionale per 32-40 contro i Patriots, McCoy corse ad una media di 5,9 yard a portata (89 yard in 15 tentativi di corsa), e ricevette altri 3 passaggi per 27 yard complessive, continuando il suo digiuno col touchdown che durava dalla penultima gara di stagione regolare della stagione precedente. Digiuno che si interruppe sette giorni dopo, quando nella netta vittoria per 41-14 in casa dei Dolphins egli mise segno un touchdown su ricezione da 10 yard, oltre a correre per altre 16 yard in 11 portate. La prima marcatura su corsa la segnò nel sesto turno contro i Bengals, mentre la seconda tre settimane dopo, di nuovo contro Miami, in cui corse un nuovo massimo stagionale di 112 yard. La prima stagione con la maglia dei Bills si concluse con 895 yard corse e 3 touchdown in 12 presenze, venendo convocato per il quarto Pro Bowl in carriera.

#### Stagione 2016
Nel terzo turno, nella gara vinta contro gli Arizona Cardinals, McCoy fu premiato come running back della settimana dopo avere corso 110 yard e segnato 2 touchdown. A fine stagione fu convocato per il quinto Pro Bowl in carriera dopo avere corso 1.267 yard e segnato 13 touchdown su corsa, quarto nella NFL.

#### Stagione 2017
Nell'ottavo turno, McCoy corse un massimo stagionale di 151 e segnò un touchdown nella vittoria sugli Oakland Raiders, venendo premiato come running back della settimana. Nella settimana 14 segnò il touchdown della vittoria ai supplementari con una corsa da 21 yard in uno New Era Field coperto dalla neve. La sua partita terminò con un primato in carriera di 32 corse tentate, venendo premiato per la seconda volta in stagione come running back della settimana. Sette giorni dopo nella vittoria sui Miami Dolphins superò quota 10.000 yard corse in carriera.  A fine stagione fu convocato per il suo sesto Pro Bowl dopo essersi classificato quarto nella NFL con 1.138 yard corse.

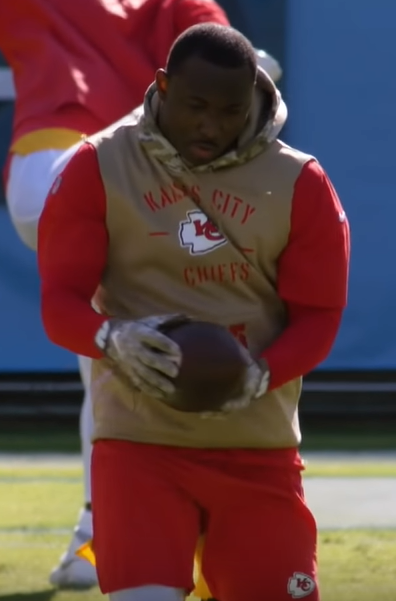
McCoy coi Chiefs

Il 31 agosto 2019 McCoy fu svincolato dai Bills.

### Kansas City Chiefs
Poche ore dopo, McCoy firmò un contratto di un anno con i Kansas City Chiefs ritrovando il suo ex allenatore Andy Reid. Nel terzo turno andò a segno sia su corsa che su ricezione nella vittoria sui Ravens. McCoy fu utilizzato sporadicamente nel corso della stagione, fungendo da riserva di Damien Williams e Darrel Williams. Concluse l'annata con 465 yard corse e 5 touchdown totali. Fu inattivo anche per la maggior parte dei playoff, giocando un solo snap, con i Chiefs che andarono a vincere il Super Bowl LIV, in cui fu inattivo.

### Tampa Bay Buccaneers
Il 30 luglio 2020 McCoy firmò un contratto di un anno con i Tampa Bay Buccaneers. Debuttò con la squadra il 13 settembre nella sconfitta per 34-23 contro i New Orleans Saints. Quella stagione ebbe un ruolo molto limitato a causa della profondità del reparto dei running di Tampa Bay, che vedeva la presenza di Ronald Jones II, Leonard Fournette e Ke'Shawn Vaughn. Complessivamente corse 10 volte per 31 yard e ricevette 15 passaggi per 101 yard in 10 partite. A fine stagione vinse il suo secondo Super Bowl—per ironia della sorte contro Kansas City, la sua ex squadra, ma non scese in campo nella finalissima.

### Ritiro
Il 1º ottobre 2021 McCoy annunciò il suo ritiro firmando una contratto di un giorno con gli Eagles per ritirarsi come membro della squadra. McCoy si ritirò con esattamente 15.000 yard guadagnate dalla linea di scrimmage in carriera. Il 24 agosto 2024 gli Eagles annunciarono che McCoy sarebbe stato introdotto nella Hall of Fame della squadra nel corso della gara del nono turno della stagione 2024.

## Palmarès

### Franchigia
- Super Bowl : 2

Kansas City Chiefs: LIV
Tampa Bay Buccaneers: LV
- American Football Conference Championship: 1

Kansas City Chiefs: 2019
- National Football Conference Championship: 1

Tampa Bay Buccaneers: 2020

### Individuale
- Convocazioni al Pro Bowl: 6

2011, 2013, 2014, 2015, 2016, 2017
- First-Team All-Pro: 2

2011, 2013
- Running back dell'anno: 2

2011, 2013
- Running back della settimana: 9

2ª del 2010, 1ª e 8ª del 2011, 1ª, 14ª e 16ª del 2013, 3ª del 2016, 8ª e 14ª del 2017
- Giocatore offensivo dell'anno della NFC: 1

2013
- Giocatore offensivo della NFC del mese: 1

dicembre 2013
- Giocatore offensivo della NFC della settimana: 2

8ª del 2011, 16ª del 2013
- Leader della NFL in yard corse: 1

2013
- Leader della NFL in touchdown su corsa: 1

2011
- Club delle 10.000 yard corse in carriera
- Formazione ideale della NFL degli anni 2010
- Philadelphia Eagles Hall of Fame

## Statistiche
| Anno   | Squadra             | Gare | Gare | Corse | Corse | Corse | Corse | Corse | Ricezioni | Ricezioni | Ricezioni | Ricezioni | Ricezioni | Fumble | Fumble |
| Anno   | Squadra             | P    | PT   | Ten   | Yard  | Media | Max   | TD    | Ric       | Yard      | Media     | Max       | TD        | FUM    | Persi  |
| ------ | ------------------- | ---- | ---- | ----- | ----- | ----- | ----- | ----- | --------- | --------- | --------- | --------- | --------- | ------ | ------ |
| 2009   | Philadelphia Eagles | 16   | 4    | 155   | 637   | 4,1   | 66    | 4     | 40        | 308       | 7,7       | 45        | 0         | 2      | 1      |
| 2010   | Philadelphia Eagles | 15   | 13   | 207   | 1.080 | 5,2   | 62    | 7     | 78        | 592       | 7,6       | 40        | 2         | 2      | 1      |
| 2011   | Philadelphia Eagles | 14   | 14   | 260   | 1.274 | 4,9   | 60    | 17    | 47        | 305       | 6,5       | 26        | 3         | 1      | 1      |
| 2012   | Philadelphia Eagles | 10   | 10   | 177   | 750   | 4,2   | 34    | 2     | 40        | 235       | 5,9       | 25        | 3         | 4      | 3      |
| 2013   | Philadelphia Eagles | 16   | 16   | 314   | 1.607 | 5,1   | 57T   | 9     | 52        | 539       | 10,4      | 70        | 2         | 1      | 1      |
| 2014   | Philadelphia Eagles | 16   | 16   | 312   | 1.319 | 4,2   | 53    | 5     | 28        | 155       | 5,5       | 18        | 0         | 4      | 3      |
| 2015   | Buffalo Bills       | 12   | 12   | 203   | 895   | 4,4   | 48T   | 3     | 32        | 292       | 9,1       | 22        | 2         | 2      | 1      |
| Totale | Totale              | 102  | 88   | 1.664 | 7.687 | 4,6   | 66T   | 47    | 332       | 2.574     | 7,8       | 70        | 12        | 16     | 11     |

Legenda:
- P = partite totali giocate
- PT = partite giocate da titolare
- Ten = corse tentate
- Ric = ricezioni effettuate
- Yard = yard guadagnate su corsa o ricezione

- Media = media di yard guadagnate per corsa o ricezione
- Max = corsa o passaggio più lungo della stagione
- TD = numero di touchdown segnati su corsa o ricezione
- FUM = fumble totali
- Persi = fumble persi